# Halowe Mistrzostwa Europy w Lekkoatletyce 1988 – bieg na 60 m przez płotki mężczyzn
Bieg na 60 metrów przez płotki mężczyzn – jedna z konkurencji biegowych rozgrywanych podczas halowych lekkoatletycznych mistrzostw Europy w  hali Sport Csárnok w Budapeszcie. Eliminacje, półfinały i bieg finałowy zostały rozegrane 6 marca 1988. Zwyciężył reprezentant Czechosłowacji Aleš Höffer. Tytułu zdobytego na poprzednich mistrzostwach nie bronił Arto Bryggare z Finlandii.

## Rezultaty

### Eliminacje
Rozegrano 4 biegi eliminacyjne, do których przystąpiło 17 biegaczy. Awans do półfinałów dawało zajęcie jednego z pierwszych dwóch miejsc w swoim biegu (Q). Skład półfinałów uzupełniło czterech zawodników z najlepszym czasem wśród przegranych (q).
Opracowano na podstawie materiału źródłowego.
Bieg 1
| Miejsce | Zawodnik            | Czas | Uwagi |
| ------- | ------------------- | ---- | ----- |
| 1       | Florian Schwarthoff | 7,74 | Q     |
| 2       | Philippe Tourret    | 7,78 | Q     |
| 3       | Antonio Lanau       | 7,93 | q     |
| 4       | Steve Buckeridge    | 7,97 |       |

Bieg 2
| Miejsce | Zawodnik       | Czas | Uwagi |
| ------- | -------------- | ---- | ----- |
| 1       | Michael Radzey | 8,11 | Q     |
| 2       | Carlos Sala    | 8,14 | Q     |

Bieg 3
| Miejsce | Zawodnik          | Czas | Uwagi |
| ------- | ----------------- | ---- | ----- |
| 1       | Aleš Höffer       | 7,69 | Q     |
| 2       | Siergiej Usow     | 7,73 | Q     |
| 3       | Andreas Oschkenat | 7,73 | q     |
| 4       | Fausto Frigerio   | 8,01 |       |
| 5       | Neil Fraser       | 8,08 |       |

Bieg 4
| Miejsce | Zawodnik         | Czas | Uwagi |
| ------- | ---------------- | ---- | ----- |
| 1       | Jonathan Ridgeon | 7,69 | Q     |
| 2       | Javier Moracho   | 7,77 | Q     |
| 3       | Alain Cuypers    | 7,92 | q     |
| 4       | Herwig Röttl     | 7,94 | q     |
| 5       | Gianni Tozzi     | 8,02 |       |
| 6       | Jürgen Schoch    | 8,19 |       |

### Półfinały
Rozegrano 2 biegi półfinałowe, w których wystartowało 12 biegaczy. Awans do finału dawało zajęcie jednego z trzech pierwszych miejsc w swoim biegu (Q).
Opracowano na podstawie materiału źródłowego.
Bieg 1
| Miejsce | Zawodnik         | Czas | Uwagi |
| ------- | ---------------- | ---- | ----- |
| 1       | Jonathan Ridgeon | 7,60 | Q     |
| 2       | Javier Moracho   | 7,72 | Q     |
| 3       | Siergiej Usow    | 7,73 | Q     |
| 4       | Philippe Tourret | 7,74 |       |
| 5       | Herwig Röttl     | 7,90 |       |
| –       | Michael Radzey   | DNF  |       |

Bieg 2
| Miejsce | Zawodnik            | Czas | Uwagi |
| ------- | ------------------- | ---- | ----- |
| 1       | Aleš Höffer         | 7,66 | Q     |
| 2       | Florian Schwarthoff | 7,66 | Q     |
| 3       | Carlos Sala         | 7,73 | Q     |
| 4       | Andreas Oschkenat   | 7,74 |       |
| 5       | Alain Cuypers       | 7,81 |       |
| 6       | Antonio Lanau       | 8,04 |       |

### Finał
Opracowano na podstawie materiału źródłowego.
| Miejsce | Zawodnik            | Czas | Uwagi |
| ------- | ------------------- | ---- | ----- |
| 1       | Aleš Höffer         | 7,56 |       |
| 2       | Jonathan Ridgeon    | 7,57 |       |
| 3       | Carlos Sala         | 7,67 |       |
| 4       | Siergiej Usow       | 7,67 |       |
| 5       | Florian Schwarthoff | 7,77 |       |
| 6       | Javier Moracho      | 7,83 |       |